# 신성 (고구려)
신성(信誠, ?~?)은 고구려의 승려이다.

## 생애
668년, 고구려 평양성이 당나라군에게 포위당했을 당시 고구려의 대막리지이던 연남건으로부터 군사(軍事)직을 위임받았다.
이후 그는 소장(小將) 오사(烏沙)와 요묘(饒苗) 등을 통해 당군과 내통하며, 5일 만에 성문을 열어주었으며, 당 고종에 의해 은청광록대부(銀靑光祿大夫)가 되었다.